# غراهام سويفت
غراهام سويفت (بالإنجليزية: Graham Swift)‏‏ (4 مايو 1949 في لندن -) كاتب، وروائي من المملكة المتحدة.

## حياته
ولد في لندن في إنجلترا، ودرس في كلية دالويتش في لندن وكلية الملكة في كامبريدج ولاحقاً جامعة يورك.

## رويات حولت لأفلام
بعض أعمال سويفت حُولت إلى أفلام سينمائية مثل «أرض الماء» 1992 و«الريشة» 1993 و«الأوامر الأخيرة» 1996.

## جوائز
وفازت روايته الأوامر الأخيرة بجائزة جيمس تيت بلاك التذكارية لعام 1996 مناصفة، وبحائزة بوكر الأدبية عام 1996 والتي رافقها جدل بسبب تشابه حبكتها مع رواية ويليام فوكنر «حين استلقيت لأموت».

## أفكاره
وتدور أحداث رواية «أرض الماء» في منطقة فينز وهي منطقة ساحلية في شرق إنجلترا. وهي رواية عن الطبيعة والتاريخ والعائلة، وتعتبر أبرز روايات ما بعد الحرب في بريطانيا.
سأل الكاتب باتريك ماكغراث كاتبنا سويفت عن «الشعور بالسحر» في رواية أرض الماء خلال مقابلة معه. فأجاب سويفت أن العبارة التي يتفوه بها الجميع هي الواقعية السحرية، والتي أعتقد أنها أصبحت مبتذلة الآن. ولكن على الجانب الآخر لا شك أن الكتاب الإنجليز من حيلي تأثروا بكتاب من الخارج، والذين – بشكل أو بآخر – قد وصلوا لتلك الجودة السريالية الساحرة، مثل بورخيس وماركيز وغراس، والتي اتخذت مثالاً يحتذى. وأعتقد بشكل عام أن ذلك جيد، لأننا في هذا البلد كما كانت الحال دائماً، ضيقو الأفق ومنعزلو التفكير والثقافة. والأمر مجرد وقت لامتصاص ما يأتينا من الخارج.

## أعمال

### روايات
- مالك محل الحلوى – 1980
- الريشة – 1981 – فازت بجائزة جيوفري فيبر التذكارية
- أرض الماء – 1983
- خارج هذا العالم – 1988
- إلى الأبد – 1992
- الأوامر الأخيرة – 1996 – فازت بجائزة بوكر الأدبية عام 1996
- ضوء النهار – 2003 – دخلت القائمة الطويلة لجائزة مان بوكر
- الغد – 2007
- أتمنى لو كنت هنا – 2011
- أحد الأمومة: قصة رومانسية – 2016
- ها نحن هنا – 2020

### أعمال غير أدبية
- صنع فيل: الكتابة من الداخل – 2009

### قصص قصيرة
- تعلم السباحة – 1982
- كيمياء – 2008
- إنجلترا وقصص أخرى – 2014

## اقتباسات
حُولت رواية «أرض الماء» إلى فيلم سينمائي بنفس الاسم في عام 1992، أخرجه ستيفن غيلينهال وبطولة إيثان هوك وجيريمي أيرونز وسينياد كوزاك.

## الجوائز
- الجائزة التذكارية لجيمس تايت بلاك [الإنجليزية]‏
- Geoffrey Faber Memorial Prize [الإنجليزية]‏
- جائزة بوكر الأدبية
- زميل في الجمعية الملكية للأدب

## روابط خارجية
- غراهام سويفت على موقع IMDb (الإنجليزية)
- غراهام سويفت على موقع الموسوعة البريطانية (الإنجليزية)
- غراهام سويفت على موقع مونزينجر (الألمانية)
- غراهام سويفت على موقع إن إن دي بي (الإنجليزية)